# Reprezentacja Polski w piłce siatkowej mężczyzn
Reprezentacja Polski w piłce siatkowej mężczyzn – narodowy zespół siatkarzy, który reprezentuje Rzeczpospolitą Polską w meczach i turniejach międzynarodowych organizowanych przez FIVB i CEV. Zwyczajowo zwany również reprezentacją narodową, kadrą narodową lub drużyną narodową. Za organizację reprezentacji odpowiedzialny jest Polski Związek Piłki Siatkowej. Obecnie trenerem jest Nikola Grbić. Ośmiokrotnie była wybierana najlepszą drużyną roku w Plebiscycie „Przeglądu Sportowego” w 2006, 2009, 2011, 2012, 2014, 2018, 2022, 2023 i 2024.
Reprezentacja otrzymała tytuł "Człowiek Roku tygodnika „Wprost”" za rok 2023.
Podczas Gali Herosi 2024 reprezentacja Polski została zwycięzcą w kategorii Wyczyn, to wyróżnienie otrzymała również w plebiscycie w 2025 roku.
We wrześniu 2024 roku polscy siatkarze w Pałacu Prezydenckim zostali odznaczeni orderami. Kapitan reprezentacji Polski Bartosz Kurek został odznaczony Krzyżem Komandorskim Orderu Odrodzenia Polski, a Paweł Zatorski Krzyżem Oficerskim Orderu Odrodzenia Polski. Pozostali siatkarze: Wilfredo León, Tomasz Fornal, Mateusz Bieniek, Bartłomiej Bołądź, Norbert Huber, Marcin Janusz, Grzegorz Łomacz, Łukasz Kaczmarek i Jakub Kochanowski zostali odznaczeni Krzyżem Kawalerskim Orderu Odrodzenia Polski. Trener kadry narodowej Polski, Nikola Grbić, został odznaczony Krzyżem Kawalerskim Orderu Zasługi Rzeczypospolitej Polskiej.
Od 2025 roku marką odzieżową reprezentacji Polski jest 4F, której właścicielem jest OTCF S.A.. Została oficjalnym sponsorem technicznym Polskiego Związku Piłki Siatkowej przez kolejne 4 lata.

## Reprezentacja Polski na sezon kadrowy w 2025 roku

### Sztab szkoleniowy[9]
- Trener: Nikola Grbić
- Asystenci trenera: Marcin Nowakowski (Knack Roeselare), Maciej Kołodziejczyk (Bogdanka LUK Lublin)
- Statystycy: Kamil Nalepka, Mateusz Nykiel (obaj PGE GiEK Skra Bełchatów)
- Trenerzy przygotowania motorycznego: Wojciech Bańbuła (Trefl Gdańsk), Justin Ziółkowski (VfB Friedrichshafen)
- Fizjoterapeuci: Rafał Majchrzak, Robert Kozłowski (obaj PGE Projekt Warszawa), Olaf Gołąbek (Cuprum Stilon Gorzów)
- Lekarz prowadzący: Sebastian Żabierek
- Lekarze: Jan Sokal, Jakub Żabierek

### Inne funkcje
- Kierownik kadry: Róża Wachowska
- Oficer prasowy / rzecznik: Mariusz Szyszko
- Team vlogger: Daniel Górski

### Kadra naLigę Narodów 2025[10]
- - debiutanci

| Nr | Imię i nazwisko        | Data urodzenia      | Wzrost (cm) | Pozycja      | Klub (Sezon 2024/2025)             |
| -- | ---------------------- | ------------------- | ----------- | ------------ | ---------------------------------- |
| 1  | Alaksiej Nasiewicz     | 5 czerwca 2003      | 200         | atakujący    | Trefl Gdańsk                       |
| 3  | Jakub Popiwczak        | 17 kwietnia 1996    | 180         | libero       | JSW Jastrzębski Węgiel             |
| 4  | Marcin Komenda         | 24 maja 1996        | 198         | rozgrywający | Bogdanka LUK Lublin                |
| 5  | Mikołaj Sawicki        | 23 listopada 1999   | 198         | przyjmujący  | Bogdanka LUK Lublin                |
| 6  | Bartosz Kurek          | 29 sierpnia 1988    | 205         | atakujący    | ZAKSA Kędzierzyn-Koźle             |
| 8  | Mateusz Czunkiewicz    | 16 grudnia 1996     | 183         | libero       | Ślepsk Malow Suwałki               |
| 9  | Wilfredo León          | 31 lipca 1993       | 201         | przyjmujący  | Bogdanka LUK Lublin                |
| 10 | Bartosz Bednorz        | 25 lipca 1994       | 201         | przyjmujący  | Asseco Resovia Rzeszów             |
| 11 | Aleksander Śliwka      | 24 maja 1995        | 196         | przyjmujący  | Suntory Sunbirds                   |
| 12 | Artur Szalpuk          | 20 marca 1995       | 201         | przyjmujący  | PGE Projekt Warszawa               |
| 13 | Rafał Szymura          | 29 sierpnia 1995    | 196         | przyjmujący  | ZAKSA Kędzierzyn-Koźle             |
| 14 | Kuba Hawryluk          | 8 września 2003     | 181         | libero       | Indykpol AZS Olsztyn               |
| 15 | Jakub Kochanowski      | 17 lipca 1997       | 199         | środkowy     | PGE Projekt Warszawa               |
| 16 | Kamil Semeniuk         | 16 lipca 1996       | 194         | przyjmujący  | Sir Safety Conad Perugia           |
| 18 | Maksymilian Granieczny | 7 lipca 2005        | 179         | libero       | Cuprum Stilon Gorzów               |
| 20 | Seweryn Lipiński       | 1 stycznia 2001     | 200         | środkowy     | Cuprum Stilon Gorzów               |
| 21 | Tomasz Fornal          | 31 sierpnia 1997    | 198         | przyjmujący  | JSW Jastrzębski Węgiel             |
| 22 | Kajetan Kubicki        | 9 lutego 2003       | 190         | rozgrywający | ZAKSA Kędzierzyn-Koźle             |
| 23 | Jordan Zaleszczyk      | 23 kwietnia 2002    | 204         | środkowy     | JSW Jastrzębski Węgiel             |
| 27 | Michał Gierżot         | 4 października 2001 | 206         | przyjmujący  | PSG Stal Nysa                      |
| 30 | Bartłomiej Bołądź      | 28 września 1994    | 205         | atakujący    | PGE Projekt Warszawa               |
| 31 | Sebastian Adamczyk     | 28 lutego 1999      | 208         | środkowy     | Exact Systems Hemarpol Częstochowa |
| 34 | Szymon Jakubiszak      | 13 lutego 1998      | 208         | środkowy     | Indykpol AZS Olsztyn               |
| 35 | Kewin Sasak            | 20 lutego 1997      | 208         | atakujący    | Bogdanka LUK Lublin                |
| 44 | Łukasz Kozub           | 3 listopada 1997    | 186         | rozgrywający | Asseco Resovia Rzeszów             |
| 50 | Bartosz Gomułka        | 30 maja 2002        | 204         | atakujący    | GKS Katowice                       |
| 72 | Mateusz Poręba         | 24 sierpnia 1999    | 203         | środkowy     | ZAKSA Kędzierzyn-Koźle             |
| 73 | Jakub Nowak            | 11 czerwca 2005     | 205         | środkowy     | KS Lechia Tomaszów Mazowiecki      |
| 96 | Jan Firlej             | 26 września 1996    | 188         | rozgrywający | PGE Projekt Warszawa               |
| 99 | Norbert Huber          | 14 sierpnia 1998    | 207         | środkowy     | JSW Jastrzębski Węgiel             |
|    | Mateusz Nowak          | 29 lutego 2004      | 208         | środkowy     | PGE GiEK Skra Bełchatów            |

## Reprezentacje Polski w innych kategoriach wiekowych
- Osobny artykuł: Reprezentacja Polski juniorów w piłce siatkowej.

## Dzieje reprezentacji
- Osobny artykuł: Historia reprezentacji Polski w piłce siatkowej mężczyzn.

### Historyczne mecze
- Igrzyska olimpijskie:
  - Pierwszy mecz w turnieju: 13 października 1968, Japonia – Polska 3:0 (15:9, 15:11, 15:10), Meksyk 1968
  - Pierwsze zwycięstwo w turnieju: 16 października 1968, Polska – Meksyk 3:1 (15:10, 7:15, 15:4, 15:3), Meksyk 1968
  - Zwycięstwo w finale: 30 lipca 1976, Polska – ZSRR 3:2 (11:15, 15:13, 12:15, 19:17, 15:7), Montreal 1976
- Mistrzostwa świata:
  - Pierwszy mecz w turnieju: 10 września 1949, Polska – Holandia 3:0, Praga 1949
  - Pierwsze zwycięstwo w turnieju: 10 września 1949, Polska – Holandia 3:0, Praga 1949
  - Zwycięstwo w turnieju: 28 października 1974, Polska – Nie było klasycznego finału, było zwycięstwo w grupie finałowej 1974
  - Zwycięstwo w finale: 21 września 2014, Polska – Brazylia 3:1, Katowice 2014
  - Zwycięstwo w finale: 30 września 2018, Polska – Brazylia 3:0, Turyn 2018
- Mistrzostwa Europy:
  - Pierwszy mecz w finałach: 15 października 1950, Czechosłowacja – Polska 3:1 (15:12, 15:9, 14:16, 15:7), Sofia 1950
  - Pierwsze zwycięstwo w finałach: 22 czerwca 1955, Polska – Węgry 3:1 (15:12, 13:15, 15:10, 15:9), Bukareszt 1955
  - Zwycięstwo w finale: 13 września 2009, Polska – Francja 3:1 (29:27, 25:21, 16:25, 26:24), Izmir 2009
  - Zwycięstwo w finale: 16 września 2023, Polska – Włochy 3:0 (25:20, 25:21, 25:23), Rzym 2023
- Liga Światowa:
  - Pierwszy mecz w rozgrywkach: 14 maja 1998, Rosja – Polska 2:3 (15:11, 15:7, 16:17, 12:15, 11:15), Lipieck 1998
  - Pierwsze zwycięstwo: 14 maja 1998, Rosja – Polska 2:3 (15:11, 15:7, 16:17, 12:15, 11:15), Lipieck 1998
  - Zwycięstwo w finale: 8 lipca 2012, USA – Polska 0:3 (17:25, 24:26, 20:25), Sofia 2012
- Puchar Świata:
  - Pierwszy mecz w rozgrywkach: 12 września 1965, ZSRR – Polska 2:3 (15:8, 6:15, 13:15, 15:5, 7:15), Warszawa 1965
  - Pierwsze zwycięstwo: 12 września 1965, ZSRR – Polska 2:3 (15:8, 6:15, 13:15, 15:5, 7:15), Warszawa 1965
- Puchar Wielkich Mistrzów:
  - Pierwszy mecz w rozgrywkach: 18 listopada 2009, Japonia – Polska 3:2 (22:25, 25:15, 21:25, 25:21, 15:10), Osaka 2009
  - Pierwsze zwycięstwo: 22 listopada 2009, Iran – Polska 1:3 (23:25, 25:18, 26:28, 23:25), Nagoja 2009

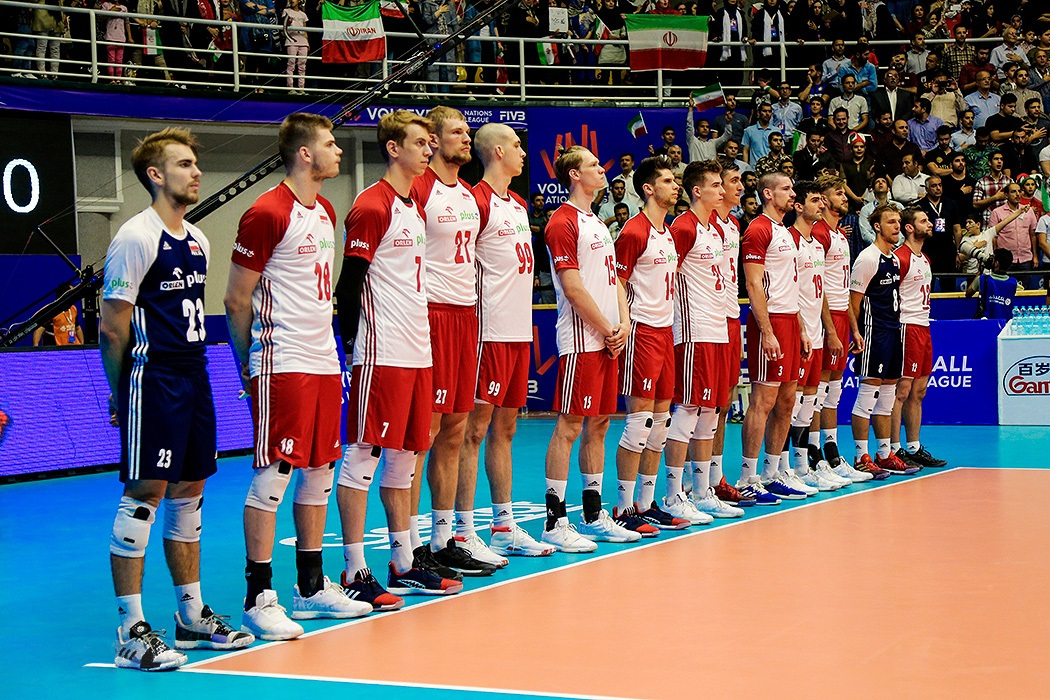
Reprezentacja Polski podczas Ligi Narodów 2019

## Udział w międzynarodowych turniejach

### Igrzyska olimpijskie
| Udział w igrzyskach olimpijskich | Udział w igrzyskach olimpijskich | Udział w igrzyskach olimpijskich | Udział w igrzyskach olimpijskich | Udział w igrzyskach olimpijskich | Udział w igrzyskach olimpijskich | Udział w igrzyskach olimpijskich | Udział w igrzyskach olimpijskich | .                            | Kwalifikacje do igrzysk olimpijskich        | Kwalifikacje do igrzysk olimpijskich        | Kwalifikacje do igrzysk olimpijskich        | Kwalifikacje do igrzysk olimpijskich        | Kwalifikacje do igrzysk olimpijskich        |
| Rok                              | Runda                            | Miejsce                          | M                                | W                                | P                                | S+                               | S-                               | .                            | M                                           | W                                           | P                                           | S+                                          | S-                                          |
| -------------------------------- | -------------------------------- | -------------------------------- | -------------------------------- | -------------------------------- | -------------------------------- | -------------------------------- | -------------------------------- | ---------------------------- | ------------------------------------------- | ------------------------------------------- | ------------------------------------------- | ------------------------------------------- | ------------------------------------------- |
| 1964                             | Nie zakwalifikowała się          | Nie zakwalifikowała się          | Nie zakwalifikowała się          | Nie zakwalifikowała się          | Nie zakwalifikowała się          | Nie zakwalifikowała się          | Nie zakwalifikowała się          | .                            | Brak kwalifikacji poprzez MŚ 1962 i ME 1963 | Brak kwalifikacji poprzez MŚ 1962 i ME 1963 | Brak kwalifikacji poprzez MŚ 1962 i ME 1963 | Brak kwalifikacji poprzez MŚ 1962 i ME 1963 | Brak kwalifikacji poprzez MŚ 1962 i ME 1963 |
| 1968                             | Faza grupowa                     | 5/10                             | 9                                | 6                                | 3                                | 18                               | 11                               | .                            | Kwalifikacja poprzez ME 1967                | Kwalifikacja poprzez ME 1967                | Kwalifikacja poprzez ME 1967                | Kwalifikacja poprzez ME 1967                | Kwalifikacja poprzez ME 1967                |
| 1972                             | Faza grupowa                     | 9/12                             | 5                                | 1                                | 4                                | 8                                | 12                               | .                            | 5                                           | 5                                           | 0                                           | 15                                          | 2                                           |
| 1976                             | Mistrzostwo                      | 1/9                              | 6                                | 6                                | 0                                | 18                               | 9                                | .                            | Kwalifikacja poprzez MŚ 1974                | Kwalifikacja poprzez MŚ 1974                | Kwalifikacja poprzez MŚ 1974                | Kwalifikacja poprzez MŚ 1974                | Kwalifikacja poprzez MŚ 1974                |
| 1980                             | Mecz o 3. miejsce                | 4/10                             | 6                                | 3                                | 3                                | 12                               | 11                               | .                            | Kwalifikacja jako mistrz olimpijski         | Kwalifikacja jako mistrz olimpijski         | Kwalifikacja jako mistrz olimpijski         | Kwalifikacja jako mistrz olimpijski         | Kwalifikacja jako mistrz olimpijski         |
| 1984                             | Wycofała się                     | Wycofała się                     | Wycofała się                     | Wycofała się                     | Wycofała się                     | Wycofała się                     | Wycofała się                     | .                            | Kwalifikacja poprzez ME 1983                | Kwalifikacja poprzez ME 1983                | Kwalifikacja poprzez ME 1983                | Kwalifikacja poprzez ME 1983                | Kwalifikacja poprzez ME 1983                |
| 1988                             | Nie zakwalifikowała się          | Nie zakwalifikowała się          | Nie zakwalifikowała się          | Nie zakwalifikowała się          | Nie zakwalifikowała się          | Nie zakwalifikowała się          | Nie zakwalifikowała się          | Nie zakwalifikowała się      | Nie awansowała do turnieju kwalifikacyjnego | Nie awansowała do turnieju kwalifikacyjnego | Nie awansowała do turnieju kwalifikacyjnego | Nie awansowała do turnieju kwalifikacyjnego | Nie awansowała do turnieju kwalifikacyjnego |
| 1992                             | Nie zakwalifikowała się          | Nie zakwalifikowała się          | Nie zakwalifikowała się          | Nie zakwalifikowała się          | Nie zakwalifikowała się          | Nie zakwalifikowała się          | Nie zakwalifikowała się          | Nie zakwalifikowała się      | 6                                           | 4                                           | 2                                           | 13                                          | 9                                           |
| 1996                             | Faza grupowa                     | 11/12                            | 5                                | 0                                | 5                                | 1                                | 15                               | 3                            | 3                                           | 0                                           | 9                                           | 4                                           |                                             |
| 2000                             | Nie zakwalifikowała się          | Nie zakwalifikowała się          | Nie zakwalifikowała się          | Nie zakwalifikowała się          | Nie zakwalifikowała się          | Nie zakwalifikowała się          | Nie zakwalifikowała się          | 5                            | 3                                           | 2                                           | 11                                          | 10                                          |                                             |
| 2004                             | Ćwierćfinał                      | 5-8/12                           | 6                                | 3                                | 3                                | 10                               | 12                               | 6                            | 4                                           | 2                                           | 12                                          | 10                                          |                                             |
| 2008                             | Ćwierćfinał                      | 5-8/12                           | 6                                | 4                                | 2                                | 14                               | 9                                | 10                           | 8                                           | 2                                           | 28                                          | 7                                           |                                             |
| 2012                             | Ćwierćfinał                      | 5-8/12                           | 6                                | 3                                | 3                                | 11                               | 10                               | Kwalifikacja poprzez PŚ 2011 | Kwalifikacja poprzez PŚ 2011                | Kwalifikacja poprzez PŚ 2011                | Kwalifikacja poprzez PŚ 2011                | Kwalifikacja poprzez PŚ 2011                |                                             |
| 2016                             | Ćwierćfinał                      | 5-8/12                           | 6                                | 4                                | 2                                | 12                               | 7                                | 12                           | 9                                           | 3                                           | 30                                          | 18                                          |                                             |
| 2020                             | Ćwierćfinał                      | 5-8/12                           | 6                                | 4                                | 2                                | 16                               | 7                                | 3                            | 3                                           | 0                                           | 9                                           | 1                                           |                                             |
| 2024                             | Finał                            | 2/12                             | 6                                | 4                                | 2                                | 13                               | 11                               | 7                            | 7                                           | 0                                           | 21                                          | 8                                           |                                             |
| 2028                             |                                  |                                  |                                  |                                  |                                  |                                  |                                  |                              |                                             |                                             |                                             |                                             |                                             |
| 2032                             |                                  |                                  |                                  |                                  |                                  |                                  |                                  |                              |                                             |                                             |                                             |                                             |                                             |

### Mistrzostwa świata
| Mistrzostwa świata | Mistrzostwa świata      | Mistrzostwa świata      | Mistrzostwa świata      | Mistrzostwa świata      | Mistrzostwa świata      | Mistrzostwa świata      | . | Kwalifikacje do mistrzostw świata    | Kwalifikacje do mistrzostw świata    | Kwalifikacje do mistrzostw świata    | Kwalifikacje do mistrzostw świata    | Kwalifikacje do mistrzostw świata    |
| Rok                | Miejsce                 | M                       | W                       | P                       | S+                      | S-                      | . | M                                    | W                                    | P                                    | S+                                   | S-                                   |
| ------------------ | ----------------------- | ----------------------- | ----------------------- | ----------------------- | ----------------------- | ----------------------- | - | ------------------------------------ | ------------------------------------ | ------------------------------------ | ------------------------------------ | ------------------------------------ |
| 1949               | 5.                      | 7                       | 2                       | 5                       | 9                       | 15                      | . |                                      |                                      |                                      |                                      |                                      |
| 1952               | 7.                      | 7                       | 5                       | 2                       | 17                      | 6                       | . |                                      |                                      |                                      |                                      |                                      |
| 1956               | 4.                      | 10                      | 7                       | 3                       | 23                      | 11                      | . |                                      |                                      |                                      |                                      |                                      |
| 1960               | 4.                      | 10                      | 7                       | 3                       | 24                      | 14                      | . |                                      |                                      |                                      |                                      |                                      |
| 1962               | 6.                      | 11                      | 5                       | 6                       | 23                      | 19                      | . |                                      |                                      |                                      |                                      |                                      |
| 1966               | 6.                      | 10                      | 6                       | 4                       | 22                      | 18                      | . |                                      |                                      |                                      |                                      |                                      |
| 1970               | 5.                      | 11                      | 7                       | 4                       | 24                      | 21                      | . |                                      |                                      |                                      |                                      |                                      |
| 1974               | 1.                      | 11                      | 11                      | 0                       | 33                      | 10                      | . |                                      |                                      |                                      |                                      |                                      |
| 1978               | 8.                      | 9                       | 5                       | 4                       | 18                      | 16                      | . |                                      |                                      |                                      |                                      |                                      |
| 1982               | 6.                      | 9                       | 5                       | 4                       | 17                      | 14                      | . |                                      |                                      |                                      |                                      |                                      |
| 1986               | 9.                      | 8                       | 4                       | 4                       | 15                      | 12                      | . | Udział bez kwalifikacji              | Udział bez kwalifikacji              | Udział bez kwalifikacji              | Udział bez kwalifikacji              | Udział bez kwalifikacji              |
| 1990               | Nie zakwalifikowała się | Nie zakwalifikowała się | Nie zakwalifikowała się | Nie zakwalifikowała się | Nie zakwalifikowała się | Nie zakwalifikowała się | . | 10                                   | 6                                    | 4                                    | 22                                   | 16                                   |
| 1994               | Nie zakwalifikowała się | Nie zakwalifikowała się | Nie zakwalifikowała się | Nie zakwalifikowała się | Nie zakwalifikowała się | Nie zakwalifikowała się | . | 3                                    | 1                                    | 2                                    | 5                                    | 7                                    |
| 1998               | =17.                    | 3                       | 1                       | 2                       | 4                       | 6                       | . | 3                                    | 2                                    | 1                                    | 6                                    | 4                                    |
| 2002               | 11.                     | 6                       | 4                       | 2                       | 15                      | 10                      | . | 3                                    | 2                                    | 1                                    | 6                                    | 3                                    |
| 2006               | 2.                      | 11                      | 10                      | 1                       | 30                      | 6                       | . | 3                                    | 2                                    | 1                                    | 8                                    | 5                                    |
| 2010               | =13.                    | 5                       | 3                       | 2                       | 9                       | 9                       | . | 3                                    | 3                                    | 0                                    | 9                                    | 1                                    |
| 2014               | 1.                      | 13                      | 12                      | 1                       | 37                      | 15                      | . | Kwalifikacja jako gospodarz          | Kwalifikacja jako gospodarz          | Kwalifikacja jako gospodarz          | Kwalifikacja jako gospodarz          | Kwalifikacja jako gospodarz          |
| 2018               | 1.                      | 12                      | 9                       | 3                       | 32                      | 14                      | . | Kwalifikacja jako mistrz świata      | Kwalifikacja jako mistrz świata      | Kwalifikacja jako mistrz świata      | Kwalifikacja jako mistrz świata      | Kwalifikacja jako mistrz świata      |
| 2022               | 2.                      | 7                       | 6                       | 1                       | 19                      | 8                       | . | Kwalifikacja jako mistrz świata      | Kwalifikacja jako mistrz świata      | Kwalifikacja jako mistrz świata      | Kwalifikacja jako mistrz świata      | Kwalifikacja jako mistrz świata      |
| 2025               | Awans                   | Awans                   | Awans                   | Awans                   | Awans                   | Awans                   |   | Kwalifikacja jako mistrz Europy 2023 | Kwalifikacja jako mistrz Europy 2023 | Kwalifikacja jako mistrz Europy 2023 | Kwalifikacja jako mistrz Europy 2023 | Kwalifikacja jako mistrz Europy 2023 |

### Mistrzostwa Europy
| Mistrzostwa Europy | Mistrzostwa Europy      | Mistrzostwa Europy      | Mistrzostwa Europy      | Mistrzostwa Europy      | Mistrzostwa Europy      | Mistrzostwa Europy      | . | Kwalifikacje do mistrzostw Europy     | Kwalifikacje do mistrzostw Europy     | Kwalifikacje do mistrzostw Europy     | Kwalifikacje do mistrzostw Europy     | Kwalifikacje do mistrzostw Europy     |                             |
| Rok                | Miejsce                 | M                       | W                       | P                       | S+                      | S-                      | . | M                                     | W                                     | P                                     | S+                                    | S-                                    |                             |
| ------------------ | ----------------------- | ----------------------- | ----------------------- | ----------------------- | ----------------------- | ----------------------- | - | ------------------------------------- | ------------------------------------- | ------------------------------------- | ------------------------------------- | ------------------------------------- | --------------------------- |
| 1948               | Nie brała udziału       | Nie brała udziału       | Nie brała udziału       | Nie brała udziału       | Nie brała udziału       | Nie brała udziału       | . |                                       |                                       |                                       |                                       |                                       |                             |
| 1950               | 6.                      | 5                       | 0                       | 5                       | 3                       | 15                      | . |                                       |                                       |                                       |                                       |                                       |                             |
| 1951               | Nie brała udziału       | Nie brała udziału       | Nie brała udziału       | Nie brała udziału       | Nie brała udziału       | Nie brała udziału       | . |                                       |                                       |                                       |                                       |                                       |                             |
| 1955               | 6.                      | 9                       | 4                       | 5                       | 17                      | 19                      | . |                                       |                                       |                                       |                                       |                                       |                             |
| 1958               | 6.                      | 11                      | 7                       | 4                       | 25                      | 15                      | . |                                       |                                       |                                       |                                       |                                       |                             |
| 1963               | 6.                      | 9                       | 5                       | 4                       | 18                      | 16                      | . |                                       |                                       |                                       |                                       |                                       |                             |
| 1967               | 3.                      | 10                      | 7                       | 3                       | 25                      | 13                      | . |                                       |                                       |                                       |                                       |                                       |                             |
| 1971               | 6.                      | 8                       | 3                       | 5                       | 14                      | 16                      | . |                                       |                                       |                                       |                                       |                                       |                             |
| 1975               | 2.                      | 7                       | 5                       | 2                       | 17                      | 9                       | . | Kwalifikacja z Mistrzostw Europy 1971 | Kwalifikacja z Mistrzostw Europy 1971 | Kwalifikacja z Mistrzostw Europy 1971 | Kwalifikacja z Mistrzostw Europy 1971 | Kwalifikacja z Mistrzostw Europy 1971 |                             |
| 1977               | 2.                      | 7                       | 5                       | 2                       | 18                      | 9                       | . | Kwalifikacja z Mistrzostw Europy 1975 | Kwalifikacja z Mistrzostw Europy 1975 | Kwalifikacja z Mistrzostw Europy 1975 | Kwalifikacja z Mistrzostw Europy 1975 | Kwalifikacja z Mistrzostw Europy 1975 |                             |
| 1979               | 2.                      | 7                       | 6                       | 1                       | 18                      | 8                       | . | Kwalifikacja z Mistrzostw Europy 1977 | Kwalifikacja z Mistrzostw Europy 1977 | Kwalifikacja z Mistrzostw Europy 1977 | Kwalifikacja z Mistrzostw Europy 1977 | Kwalifikacja z Mistrzostw Europy 1977 |                             |
| 1981               | 2.                      | 7                       | 6                       | 1                       | 18                      | 5                       | . | Kwalifikacja z Mistrzostw Europy 1979 | Kwalifikacja z Mistrzostw Europy 1979 | Kwalifikacja z Mistrzostw Europy 1979 | Kwalifikacja z Mistrzostw Europy 1979 | Kwalifikacja z Mistrzostw Europy 1979 |                             |
| 1983               | 2.                      | 7                       | 6                       | 1                       | 19                      | 9                       | . | Kwalifikacja z Mistrzostw Europy 1981 | Kwalifikacja z Mistrzostw Europy 1981 | Kwalifikacja z Mistrzostw Europy 1981 | Kwalifikacja z Mistrzostw Europy 1981 | Kwalifikacja z Mistrzostw Europy 1981 |                             |
| 1985               | 4.                      | 7                       | 4                       | 3                       | 14                      | 11                      | . | Kwalifikacja z Mistrzostw Europy 1983 | Kwalifikacja z Mistrzostw Europy 1983 | Kwalifikacja z Mistrzostw Europy 1983 | Kwalifikacja z Mistrzostw Europy 1983 | Kwalifikacja z Mistrzostw Europy 1983 |                             |
| 1987               | Nie zakwalifikowała się | Nie zakwalifikowała się | Nie zakwalifikowała się | Nie zakwalifikowała się | Nie zakwalifikowała się | Nie zakwalifikowała się | . | 5                                     | 4                                     | 1                                     | 12                                    | 5                                     |                             |
| 1989               | 7.                      | 7                       | 4                       | 3                       | 15                      | 11                      | . | 4                                     | 3                                     | 1                                     | 10                                    | 4                                     |                             |
| 1991               | 7.                      | 7                       | 4                       | 3                       | 14                      | 15                      | . | 5                                     | 4                                     | 1                                     | 12                                    | 3                                     |                             |
| 1993               | 7.                      | 7                       | 3                       | 4                       | 14                      | 14                      | . | Kwalifikacja z Mistrzostw Europy 1991 | Kwalifikacja z Mistrzostw Europy 1991 | Kwalifikacja z Mistrzostw Europy 1991 | Kwalifikacja z Mistrzostw Europy 1991 | Kwalifikacja z Mistrzostw Europy 1991 |                             |
| 1995               | 6.                      | 7                       | 3                       | 4                       | 10                      | 12                      | . | Kwalifikacja z Mistrzostw Europy 1993 | Kwalifikacja z Mistrzostw Europy 1993 | Kwalifikacja z Mistrzostw Europy 1993 | Kwalifikacja z Mistrzostw Europy 1993 | Kwalifikacja z Mistrzostw Europy 1993 |                             |
| 1997               | Nie zakwalifikowała się | Nie zakwalifikowała się | Nie zakwalifikowała się | Nie zakwalifikowała się | Nie zakwalifikowała się | Nie zakwalifikowała się | . | 11                                    | 6                                     | 5                                     | 26                                    | 18                                    |                             |
| 1999               | Nie zakwalifikowała się | Nie zakwalifikowała się | Nie zakwalifikowała się | Nie zakwalifikowała się | Nie zakwalifikowała się | Nie zakwalifikowała się | . | 10                                    | 4                                     | 6                                     | 19                                    | 21                                    |                             |
| 2001               | 5.                      | 7                       | 5                       | 2                       | 15                      | 13                      | . | 6                                     | 5                                     | 1                                     | 17                                    | 4                                     |                             |
| 2003               | 5.                      | 7                       | 4                       | 3                       | 17                      | 12                      | . | Kwalifikacja z Mistrzostw Europy 2001 | Kwalifikacja z Mistrzostw Europy 2001 | Kwalifikacja z Mistrzostw Europy 2001 | Kwalifikacja z Mistrzostw Europy 2001 | Kwalifikacja z Mistrzostw Europy 2001 |                             |
| 2005               | 5.                      | 5                       | 3                       | 2                       | 10                      | 7                       | . | Kwalifikacja z Mistrzostw Europy 2003 | Kwalifikacja z Mistrzostw Europy 2003 | Kwalifikacja z Mistrzostw Europy 2003 | Kwalifikacja z Mistrzostw Europy 2003 | Kwalifikacja z Mistrzostw Europy 2003 |                             |
| 2007               | 11.                     | 6                       | 1                       | 5                       | 8                       | 16                      | . | Kwalifikacja z Mistrzostw Europy 2005 | Kwalifikacja z Mistrzostw Europy 2005 | Kwalifikacja z Mistrzostw Europy 2005 | Kwalifikacja z Mistrzostw Europy 2005 | Kwalifikacja z Mistrzostw Europy 2005 |                             |
| 2009               | 1.                      | 8                       | 8                       | 0                       | 24                      | 7                       | . | 8                                     | 5                                     | 3                                     | 21                                    | 11                                    |                             |
| 2011               | 3.                      | 7                       | 4                       | 3                       | 14                      | 12                      | . | Kwalifikacja z Mistrzostw Europy 2009 | Kwalifikacja z Mistrzostw Europy 2009 | Kwalifikacja z Mistrzostw Europy 2009 | Kwalifikacja z Mistrzostw Europy 2009 | Kwalifikacja z Mistrzostw Europy 2009 |                             |
| 2013               | 9.                      | 4                       | 2                       | 2                       | 9                       | 8                       | . | Kwalifikacja jako gospodarz           | Kwalifikacja jako gospodarz           | Kwalifikacja jako gospodarz           | Kwalifikacja jako gospodarz           | Kwalifikacja jako gospodarz           |                             |
| 2015               | 5.                      | 4                       | 3                       | 1                       | 11                      | 4                       | . | 6                                     | 5                                     | 1                                     | 17                                    | 4                                     |                             |
| 2017               | 10.                     | 4                       | 2                       | 2                       | 6                       | 6                       | . | Kwalifikacja jako gospodarz           | Kwalifikacja jako gospodarz           | Kwalifikacja jako gospodarz           | Kwalifikacja jako gospodarz           | Kwalifikacja jako gospodarz           |                             |
| 2019               | 3.                      | 9                       | 8                       | 1                       | 25                      | 4                       | . | Kwalifikacja z Mistrzostw Europy 2017 | Kwalifikacja z Mistrzostw Europy 2017 | Kwalifikacja z Mistrzostw Europy 2017 | Kwalifikacja z Mistrzostw Europy 2017 | Kwalifikacja z Mistrzostw Europy 2017 |                             |
| 2021               | 3.                      | 9                       | 8                       | 1                       | 25                      | 7                       | . | Kwalifikacja jako gospodarz           | Kwalifikacja jako gospodarz           | Kwalifikacja jako gospodarz           | Kwalifikacja jako gospodarz           | Kwalifikacja jako gospodarz           | Kwalifikacja jako gospodarz |
| 2023               | 1.                      | 9                       | 9                       | 0                       | 27                      | 4                       | . | Kwalifikacja z Mistrzostw Europy 2021 | Kwalifikacja z Mistrzostw Europy 2021 | Kwalifikacja z Mistrzostw Europy 2021 | Kwalifikacja z Mistrzostw Europy 2021 | Kwalifikacja z Mistrzostw Europy 2021 |                             |

### Puchar Świata
| Puchar Świata | Puchar Świata           | Puchar Świata           | Puchar Świata           | Puchar Świata           | Puchar Świata           | Puchar Świata           |
| Rok           | Miejsce                 | M                       | W                       | P                       | S+                      | S-                      |
| ------------- | ----------------------- | ----------------------- | ----------------------- | ----------------------- | ----------------------- | ----------------------- |
| 1965          | 2/11                    | 7                       | 6                       | 1                       | 20                      | 9                       |
| 1969          | 8/11                    | 6                       | 3                       | 3                       | 12                      | 9                       |
| 1977          | 4/12                    | 8                       | 6                       | 2                       | 18                      | 13                      |
| 1981          | 4/8                     | 7                       | 4                       | 3                       | 14                      | 13                      |
| 1985          | Nie zakwalifikowała się | Nie zakwalifikowała się | Nie zakwalifikowała się | Nie zakwalifikowała się | Nie zakwalifikowała się | Nie zakwalifikowała się |
| 1989          | Nie zakwalifikowała się | Nie zakwalifikowała się | Nie zakwalifikowała się | Nie zakwalifikowała się | Nie zakwalifikowała się | Nie zakwalifikowała się |
| 1991          | Nie zakwalifikowała się | Nie zakwalifikowała się | Nie zakwalifikowała się | Nie zakwalifikowała się | Nie zakwalifikowała się | Nie zakwalifikowała się |
| 1995          | Nie zakwalifikowała się | Nie zakwalifikowała się | Nie zakwalifikowała się | Nie zakwalifikowała się | Nie zakwalifikowała się | Nie zakwalifikowała się |
| 1999          | Nie zakwalifikowała się | Nie zakwalifikowała się | Nie zakwalifikowała się | Nie zakwalifikowała się | Nie zakwalifikowała się | Nie zakwalifikowała się |
| 2003          | Nie zakwalifikowała się | Nie zakwalifikowała się | Nie zakwalifikowała się | Nie zakwalifikowała się | Nie zakwalifikowała się | Nie zakwalifikowała się |
| 2007          | Nie zakwalifikowała się | Nie zakwalifikowała się | Nie zakwalifikowała się | Nie zakwalifikowała się | Nie zakwalifikowała się | Nie zakwalifikowała się |
| 2011          | 2/12                    | 11                      | 8                       | 3                       | 30                      | 15                      |
| 2015          | 3/12                    | 11                      | 10                      | 1                       | 31                      | 11                      |
| 2019          | 2/12                    | 11                      | 9                       | 2                       | 30                      | 9                       |

### Puchar Wielkich Mistrzów
| Puchar Wielkich Mistrzów | Puchar Wielkich Mistrzów | Puchar Wielkich Mistrzów | Puchar Wielkich Mistrzów | Puchar Wielkich Mistrzów | Puchar Wielkich Mistrzów | Puchar Wielkich Mistrzów |
| Rok                      | Miejsce                  | M                        | W                        | P                        | S+                       | S-                       |
| ------------------------ | ------------------------ | ------------------------ | ------------------------ | ------------------------ | ------------------------ | ------------------------ |
| 1993                     | Nie zakwalifikowała się  | Nie zakwalifikowała się  | Nie zakwalifikowała się  | Nie zakwalifikowała się  | Nie zakwalifikowała się  | Nie zakwalifikowała się  |
| 1997                     | Nie zakwalifikowała się  | Nie zakwalifikowała się  | Nie zakwalifikowała się  | Nie zakwalifikowała się  | Nie zakwalifikowała się  | Nie zakwalifikowała się  |
| 2001                     | Nie zakwalifikowała się  | Nie zakwalifikowała się  | Nie zakwalifikowała się  | Nie zakwalifikowała się  | Nie zakwalifikowała się  | Nie zakwalifikowała się  |
| 2005                     | Nie zakwalifikowała się  | Nie zakwalifikowała się  | Nie zakwalifikowała się  | Nie zakwalifikowała się  | Nie zakwalifikowała się  | Nie zakwalifikowała się  |
| 2009                     | 4/6                      | 5                        | 2                        | 3                        | 9                        | 10                       |
| 2013                     | Nie zakwalifikowała się  | Nie zakwalifikowała się  | Nie zakwalifikowała się  | Nie zakwalifikowała się  | Nie zakwalifikowała się  | Nie zakwalifikowała się  |
| 2017                     | Nie zakwalifikowała się  | Nie zakwalifikowała się  | Nie zakwalifikowała się  | Nie zakwalifikowała się  | Nie zakwalifikowała się  | Nie zakwalifikowała się  |

### Liga Światowa / Liga Narodów
| Liga Światowa | Liga Światowa     | Liga Światowa     | Liga Światowa     | Liga Światowa     | Liga Światowa     | Liga Światowa     | . | Faza interkontynentalna | Faza interkontynentalna | Faza interkontynentalna | Faza interkontynentalna | Faza interkontynentalna | . | Turniej finałowy        | Turniej finałowy        | Turniej finałowy        | Turniej finałowy        | Turniej finałowy        |
| Rok           | Miejsce           | M                 | W                 | P                 | S+                | S-                | . | M                       | W                       | P                       | S+                      | S-                      | . | M                       | W                       | P                       | S+                      | S-                      |
| ------------- | ----------------- | ----------------- | ----------------- | ----------------- | ----------------- | ----------------- | - | ----------------------- | ----------------------- | ----------------------- | ----------------------- | ----------------------- | - | ----------------------- | ----------------------- | ----------------------- | ----------------------- | ----------------------- |
| 1990–1997     | Nie brała udziału | Nie brała udziału | Nie brała udziału | Nie brała udziału | Nie brała udziału | Nie brała udziału | . | Nie brała udziału       | Nie brała udziału       | Nie brała udziału       | Nie brała udziału       | Nie brała udziału       | . | Nie brała udziału       | Nie brała udziału       | Nie brała udziału       | Nie brała udziału       | Nie brała udziału       |
| 1998          | 10/12             | 12                | 3                 | 9                 | 12                | 33                | . | 12                      | 3                       | 9                       | 12                      | 33                      | . | Nie zakwalifikowała się | Nie zakwalifikowała się | Nie zakwalifikowała się | Nie zakwalifikowała się | Nie zakwalifikowała się |
| 1999          | =8/12             | 12                | 5                 | 7                 | 21                | 25                | . | 12                      | 5                       | 7                       | 21                      | 25                      | . | Nie zakwalifikowała się | Nie zakwalifikowała się | Nie zakwalifikowała się | Nie zakwalifikowała się | Nie zakwalifikowała się |
| 2000          | =8/12             | 12                | 5                 | 7                 | 21                | 24                | . | 12                      | 5                       | 7                       | 21                      | 24                      | . | Nie zakwalifikowała się | Nie zakwalifikowała się | Nie zakwalifikowała się | Nie zakwalifikowała się | Nie zakwalifikowała się |
| 2001          | =7/16             | 15                | 8                 | 7                 | 29                | 30                | . | 12                      | 7                       | 5                       | 25                      | 22                      | . | 3                       | 1                       | 2                       | 4                       | 8                       |
| 2002          | =5/16             | 15                | 9                 | 6                 | 32                | 27                | . | 12                      | 8                       | 4                       | 28                      | 21                      | . | 3                       | 1                       | 2                       | 4                       | 6                       |
| 2003          | 9/16              | 12                | 6                 | 6                 | 24                | 21                | . | 12                      | 6                       | 6                       | 24                      | 21                      | . |                         |                         |                         |                         |                         |
| 2004          | =7/12             | 12                | 6                 | 6                 | 22                | 24                | . | 12                      | 6                       | 6                       | 22                      | 24                      | . |                         |                         |                         |                         |                         |
| 2005          | 4/12              | 15                | 10                | 5                 | 39                | 27                | . | 12                      | 9                       | 3                       | 32                      | 19                      | . | 3                       | 1                       | 2                       | 7                       | 8                       |
| 2006          | =7/16             | 12                | 9                 | 3                 | 31                | 19                | . | 12                      | 9                       | 3                       | 31                      | 19                      | . |                         |                         |                         |                         |                         |
| 2007          | 4/16              | 16                | 14                | 2                 | 44                | 19                | . | 12                      | 12                      | 0                       | 36                      | 11                      | . | 4                       | 2                       | 2                       | 8                       | 8                       |
| 2008          | 5/16              | 14                | 9                 | 5                 | 34                | 23                | . | 12                      | 9                       | 3                       | 32                      | 17                      | . | 2                       | 0                       | 2                       | 2                       | 6                       |
| 2009          | 11/16             | 12                | 5                 | 7                 | 18                | 26                | . | 12                      | 5                       | 7                       | 18                      | 26                      | . |                         |                         |                         |                         |                         |
| 2010          | 10/16             | 12                | 6                 | 6                 | 24                | 24                | . | 12                      | 6                       | 6                       | 24                      | 24                      | . |                         |                         |                         |                         |                         |
| 2011          | 3/16              | 17                | 9                 | 8                 | 31                | 29                | . | 12                      | 6                       | 6                       | 21                      | 19                      | . | 5                       | 3                       | 2                       | 10                      | 10                      |
| 2012          | 1/16              | 16                | 14                | 2                 | 45                | 15                | . | 12                      | 10                      | 2                       | 33                      | 13                      | . | 4                       | 4                       | 0                       | 12                      | 2                       |
| 2013          | 11/18             | 10                | 4                 | 6                 | 21                | 24                | . | 10                      | 4                       | 6                       | 21                      | 24                      | . |                         |                         |                         |                         |                         |
| 2014          | 8/8               | 12                | 6                 | 6                 | 21                | 23                | . | 12                      | 6                       | 6                       | 21                      | 23                      | . |                         |                         |                         |                         |                         |
| 2015          | 4/8               | 16                | 9                 | 7                 | 37                | 33                | . | 12                      | 8                       | 4                       | 30                      | 23                      | . | 4                       | 1                       | 3                       | 7                       | 10                      |
| 2016          | 5/12              | 11                | 4                 | 7                 | 15                | 27                | . | 9                       | 3                       | 6                       | 11                      | 22                      | . | 2                       | 1                       | 1                       | 4                       | 5                       |
| 2017          | 8/12              | 9                 | 4                 | 5                 | 17                | 19                | . | 9                       | 4                       | 5                       | 17                      | 19                      | . |                         |                         |                         |                         |                         |
| Liga Narodów  | Liga Narodów      | Liga Narodów      | Liga Narodów      | Liga Narodów      | Liga Narodów      | Liga Narodów      | . | Faza interkontynentalna | Faza interkontynentalna | Faza interkontynentalna | Faza interkontynentalna | Faza interkontynentalna | . | Turniej finałowy        | Turniej finałowy        | Turniej finałowy        | Turniej finałowy        | Turniej finałowy        |
| Rok           | Miejsce           | M                 | W                 | P                 | S+                | S-                | . | M                       | W                       | P                       | S+                      | S-                      | . | M                       | W                       | P                       | S+                      | S-                      |
| 2018          | 5/16              | 17                | 10                | 7                 | 33                | 25                | . | 15                      | 10                      | 5                       | 32                      | 19                      | . | 2                       | 0                       | 2                       | 1                       | 6                       |
| 2019          | 3/16              | 19                | 14                | 5                 | 48                | 31                | . | 15                      | 11                      | 4                       | 38                      | 25                      | . | 4                       | 3                       | 1                       | 10                      | 6                       |
| 2021          | 2/16              | 17                | 13                | 4                 | 43                | 14                | . | 15                      | 12                      | 3                       | 39                      | 11                      | . | 2                       | 1                       | 1                       | 4                       | 3                       |
| 2022          | 3/16              | 15                | 12                | 3                 | 39                | 15                | . | 12                      | 10                      | 2                       | 33                      | 10                      | . | 3                       | 2                       | 1                       | 6                       | 5                       |
| 2023          | 1/16              | 15                | 13                | 2                 | 39                | 21                | . | 12                      | 10                      | 2                       | 30                      | 19                      | . | 3                       | 3                       | 0                       | 9                       | 2                       |
| 2024          | 3/16              | 15                | 12                | 3                 | 39                | 14                | . | 12                      | 10                      | 2                       | 31                      | 10                      | . | 3                       | 2                       | 1                       | 8                       | 4                       |
| 2025          | 1/16              | 15                | 11                | 4                 | 39                | 20                |   | 12                      | 8                       | 4                       | 30                      | 20                      |   | 3                       | 3                       | 0                       | 9                       | 0                       |

## Najwięcej meczów
Stan aktualny na dzień 05.06.2017

Czcionką pogrubioną zaznaczono siatkarzy obecnie aktywnych w grze reprezentacyjnej.
| Lp.   | Zawodnik              | Lata gry  | Mecze |
| ----- | --------------------- | --------- | ----- |
| 1.    | Piotr Gruszka         | 1995-2011 | 450   |
| 2.    | Paweł Zagumny         | 1996-2014 | 427   |
| 3.    | Wiesław Gawłowski     | 1969-1980 | 366   |
| 4.    | Ryszard Bosek         | 1969-1986 | 359   |
| 5.    | Ireneusz Kłos         | 1978-1987 | 337   |
| 6.    | Tomasz Wójtowicz      | 1973-1984 | 325   |
| 7.    | Sebastian Świderski   | 1996-2011 | 322   |
| 8     | Krzysztof Ignaczak    | 1998-2017 | 322   |
| 9.    | Andrzej Stelmach      | 1990-2005 | 306   |
| 10.   | Wojciech Drzyzga      | 1978-1985 | 291   |
| 11.   | Wojciech Rutkowski    | 1955-1968 | 290   |
| 12.   | Bartosz Kurek         | 2007-     | 289   |
| 13.   | Edward Skorek         | 1964-1976 | 284   |
| 14.   | Włodzimierz Nalazek   | 1978-1985 | 278   |
| 15.   | Dawid Murek           | 1996-2008 | 277   |
| 16.   | Krzysztof Stelmach    | 1987-1997 | 274   |
| 17.   | Włodzimierz Stefański | 1969-1980 | 267   |
| 18.   | Lech Łasko            | 1975-1984 | 261   |
| 19.   | Witold Roman          | 1987-1997 | 259   |
| 20.   | Leszek Urbanowicz     | 1985-1996 | 252   |
| 21.   | Wacław Golec          | 1983-1991 | 250   |
| 22.   | Łukasz Żygadło        | 1998-2014 | 247   |
| 23.   | Tadeusz Siwek         | 1958-1968 | 243   |
| 24.   | Marcin Możdżonek      | 2007-2016 | 242   |
| 25    | Zbigniew Zieliński    | 1983-1990 | 242   |
| 26.   | Andrzej Martyniuk     | 1979-1987 | 240   |
| 27    | Michał Winiarski      | 2004-2014 | 240   |
| 28.   | Piotr Nowakowski      | 2008-2022 | 230   |
| 29    | Marcin Nowak          | 1994-2003 | 230   |
| 30.   | Ryszard Sierszulski   | 1957-1967 | 226   |
| 31.   | Zdzisław Ambroziak    | 1963-1972 | 220   |
| 32.   | Stanisław Gościniak   | 1965-1974 | 218   |
| 33    | Marek Karbarz         | 1969-1979 | 218   |
| 34.   | Aleksander Skiba      | 1967-1976 | 210   |
| 35    | Hubert Wagner         | 1963-1971 | 210   |
| 36.   | Wiesław Czaja         | 1974-1980 | 205   |
| 37    | Michał Bąkiewicz      | 2001-2011 | 205   |
| 38.   | Waldemar Kasprzak     | 1984-1990 | 201   |
| 39.   | Bronisław Bebel       | 1968-1978 | 199   |
| 40.   | Krzysztof Stefanowicz | 1983-1987 | 191   |
| 41.   | Mariusz Szyszko       | 1989-1996 | 187   |
| 42.   | Włodzimierz Sadalski  | 1970-1977 | 186   |
| 43.   | Piotr Wasilewski      | 1985-1993 | 180   |
| 44.   | Łukasz Kadziewicz     | 2001-2009 | 178   |
| 45    | Marian Kardas         | 1982-2000 | 178   |
| 46.   | Maciej Jarosz         | 1977-1982 | 176   |
| 47.   | Damian Dacewicz       | 1993-2004 | 174   |
| 47.   | Michał Kubiak         | 2011-2022 | 174   |
| 49.   | Mirosław Rybaczewski  | 1973-1980 | 169   |
| 50.   | Paweł Zatorski        | 2009-     | 166   |
| 50.   | Michał Ruciak         | 2004-2014 | 166   |
| 52.   | Grzegorz Łomacz       | 2009-     | 165   |
| 53.   | Zbigniew Jasiukiewicz | 1967-1976 | 162   |
| 54.   | Zbigniew Zarzycki     | 1968-1976 | 159   |
| 54    | Arkadiusz Wiśniewski  | 1985-1995 | 159   |
| 54.   | Mariusz Wlazły        | 2005-2014 | 155   |
| 55    | Grzegorz Szymański    | 1998-2007 | 151   |
| 56.   | Paweł Papke           | 1996-2003 | 149   |
| 57.   | Ryszard Jurek         | 1981-1985 | 145   |
| 58/59 | Mariusz Sordyl        | 1989-1995 | 145   |
| 60.   | Dariusz Stanicki      | 1983-1991 | 143   |
| 61.   | Jakub Jarosz          | 2009-2015 | 142   |
| 62    | Daniel Pliński        | 2005-2010 | 142   |
| 63.   | Arkadiusz Gołaś       | 2001-2005 | 141   |
| 64.   | Stanisław Zduńczyk    | 1961-1971 | 140   |
| 65.   | Roman Bartuzi         | 1990-1997 | 138   |
| 65.   | Zbigniew Bartman      | 2008-2013 | 137   |
| 64    | Romuald Paszkiewicz   | 1961-1969 | 137   |
| 67.   | Robert Prygiel        | 1996-2007 | 136   |
| 68.   | Zbigniew Rusek        | 1959-1967 | 129   |
| 69    | Leszek Molenda        | 1975-1980 | 129   |
| 70.   | Fabian Drzyzga        | 2010-     | 128   |
| 71.   | Jacek Rychlicki       | 1983-1986 | 126   |
| 72.   | Jerzy Suchanek        | 1955-1966 | 125   |
| 73.   | Andrzej Solski        | 1989-1995 | 122   |
| 74.   | Wojciech Grzyb        | 2003-2015 | 120   |
| 75    | Robert Szczerbaniuk   | 1998-2004 | 120   |
| 76    | Mirosław Schlief      | 1954-1962 | 120   |
| 77    | Tadeusz Kiełpiński    | 1959-1966 | 120   |
| 78.   | Marian Radomski       | 1952-1958 | 117   |
| 79.   | Aleksy Szołomicki     | 1952-1959 | 116   |
| 82.   | Piotr Gacek           | 2005-2016 | 114   |
| 83.   | Bogdan Tomaszewski    | 1958-1966 | 113   |
| 84.   | Władysław Kustra      | 1975-1980 | 111   |
| 85    | Leonard Tietianiec    | 1957-1962 | 111   |
| 86.   | Alfred Szperling      | 1956-1962 | 110   |
| 87    | Waldemar Poleszczuk   | 1953-1959 | 110   |
| 88.   | Aleksander Gediga     | 1958-1964 | 108   |
| 89.   | Krzysztof Olszewski   | 1980-1984 | 107   |
| 90.   | Paweł Woicki          | 2005-2016 | 102   |
| 91    | Jan Such              | 1970-1973 | 102   |
| 92.   | Tadeusz Wleciał       | 1951-1957 | 101   |
| 93.   | Kamil Semeniuk        | 2021 -    | 100   |

## Trenerzy i selekcjonerzy
- 1948–1949:  Romuald Wirszyłło
- 1949–1952:  Zygmunt Kraus
- 1952–1953:  Wiesław Piotrowski
- 1953–1954:  Zygmunt Kraus
- 1954–1956:  Leonard Michniewski
- 1956–1958:  Jacek Busz
- 1958–1959:  Józef Śliwka
- 1959–1964:  Gwidon Grochowski
- 1964–1966:  Zygmunt Kraus
- 1966–1973:  Tadeusz Szlagor
- 1973–1976:  Hubert Jerzy Wagner
- 1976–1979:  Jerzy Welcz
- 1979–1983:  Aleksander Skiba
- 1983–1986:  Hubert Jerzy Wagner
- 1986–1988:  Stanisław Gościniak
- 1988–1990:  Leszek Milewski
- 1990–1992:  Edward Skorek
- 1992–1993:  Zbigniew Zarzycki
- 1993:  Ryszard Kruk
- 1994–1996:  Wiktor Krebok
- 1996–1998:  Hubert Jerzy Wagner
- 1998–2000:  Ireneusz Mazur
- 2000–2001:  Ryszard Bosek
- 2001–2003:  Waldemar Wspaniały
- 2003–2004:  Stanisław Gościniak
- 17.01.2005–31.12.2008:  Raúl Lozano
- 17.01.2009–25.10.2010:  Daniel Castellani
- 23.02.2011–24.10.2013:  Andrea Anastasi
- 24.10.2013–10.10.2016:  Stéphane Antiga
- 20.12.2016–20.09.2017:  Ferdinando De Giorgi
- 07.02.2018–19.09.2021:  Vital Heynen
- 12.01.2022-:  Nikola Grbić

Najdłużej pełniącym funkcję selekcjonera był Tadeusz Szlagor (7 lat)

## Mistrzowskie składy
Drużyna mistrzów świata – Meksyk 1974
| Zawodnik              | Data urodzenia    | Wzrost [cm] | Klub             |
| --------------------- | ----------------- | ----------- | ---------------- |
| Ryszard Bosek         | 12 kwietnia 1950  | 189         | Płomień Milowice |
| Wiesław Czaja         | 12 kwietnia 1952  | 192         | AZS Częstochowa  |
| Wiesław Gawłowski     | 19 maja 1950      | 180         | Płomień Milowice |
| Stanisław Gościniak   | 18 lipca 1944     | 182         | Resovia          |
| Marek Karbarz         | 22 lipca 1950     | 188         | Resovia          |
| Mirosław Rybaczewski  | 8 lipca 1952      | 191         | AZS Olsztyn      |
| Włodzimierz Sadalski  | 29 sierpnia 1949  | 191         | Płomień Milowice |
| Aleksander Skiba      | 26 lutego 1945    | 184         | Płomień Milowice |
| Edward Skorek         | 13 czerwca 1943   | 192         | Legia Warszawa   |
| Włodzimierz Stefański | 20 listopada 1949 | 192         | Resovia          |
| Tomasz Wójtowicz      | 22 września 1953  | 197         | Avia Świdnik     |
| Zbigniew Zarzycki     | 8 września 1946   | 185         | Płomień Milowice |
| Trener Hubert Wagner  |                   |             |                  |

Drużyna mistrzów olimpijskich – Montreal 1976
| Numer                | Zawodnik              | Data urodzenia    | Wzrost [cm] | Klub             |
| -------------------- | --------------------- | ----------------- | ----------- | ---------------- |
| 1                    | Włodzimierz Stefański | 20 listopada 1949 | 192         | Resovia          |
| 2                    | Bronisław Bebel       | 16 maja 1949      | 191         | Resovia          |
| 3                    | Lech Łasko            | 2 czerwca 1956    | 197         | Avia Świdnik     |
| 4                    | Edward Skorek         | 13 czerwca 1943   | 192         | Legia Warszawa   |
| 5                    | Tomasz Wójtowicz      | 22 września 1953  | 197         | Avia Świdnik     |
| 6                    | Wiesław Gawłowski     | 19 maja 1950      | 180         | Płomień Milowice |
| 7                    | Mirosław Rybaczewski  | 8 lipca 1952      | 191         | AZS Olsztyn      |
| 8                    | Zbigniew Lubiejewski  | 6 listopada 1949  | 187         | AZS Olsztyn      |
| 9                    | Ryszard Bosek         | 12 kwietnia 1950  | 189         | Płomień Milowice |
| 10                   | Włodzimierz Sadalski  | 29 sierpnia 1949  | 191         | Płomień Milowice |
| 11                   | Zbigniew Zarzycki     | 8 września 1946   | 185         | Płomień Milowice |
| 12                   | Marek Karbarz         | 22 lipca 1950     | 188         | Resovia          |
| Trener Hubert Wagner |                       |                   |             |                  |

Drużyna mistrzów Europy – Turcja 2009
| Numer                    | Zawodnik           | Data urodzenia       | Wzrost [cm] | Klub                   |
| ------------------------ | ------------------ | -------------------- | ----------- | ---------------------- |
| 1                        | Piotr Nowakowski   | 18 grudnia 1987      | 205         | AZS Częstochowa        |
| 3                        | Piotr Gruszka      | 8 marca 1977         | 206         | Transfer Bydgoszcz     |
| 4                        | Daniel Pliński     | 10 grudnia 1978      | 205         | Skra Bełchatów         |
| 5                        | Paweł Zagumny (K)  | 18 października 1977 | 200         | Panathinaikos Ateny    |
| 6                        | Bartosz Kurek      | 29 sierpnia 1988     | 205         | Skra Bełchatów         |
| 7                        | Jakub Jarosz       | 10 lutego 1987       | 196         | ZAKSA Kędzierzyn-Koźle |
| 9                        | Zbigniew Bartman   | 4 maja 1987          | 198         | Gazprom Surgut         |
| 10                       | Marcel Gromadowski | 19 grudnia 1985      | 202         | Paris Volley           |
| 12                       | Paweł Woicki       | 29 czerwca 1983      | 183         | Transfer Bydgoszcz     |
| 14                       | Michał Ruciak      | 22 sierpnia 1983     | 191         | ZAKSA Kędzierzyn-Koźle |
| 15                       | Piotr Gacek        | 16 września 1978     | 185         | Skra Bełchatów         |
| 16                       | Krzysztof Ignaczak | 15 maja 1978         | 188         | Resovia                |
| 17                       | Michał Bąkiewicz   | 22 marca 1981        | 196         | Skra Bełchatów         |
| 18                       | Marcin Możdżonek   | 9 lutego 1985        | 211         | Skra Bełchatów         |
| Trener Daniel Castellani |                    |                      |             |                        |

Drużyna zwycięzców Ligi Światowej 2012 – Sofia 2012
| Numer                  | Zawodnik             | Data urodzenia | Wzrost [cm] | Klub                   |
| ---------------------- | -------------------- | -------------- | ----------- | ---------------------- |
| 1                      | Piotr Nowakowski     | 18.12.1987     | 205         | Resovia                |
| 2                      | Michał Winiarski     | 28.09.1983     | 200         | Skra Bełchatów         |
| 4                      | Grzegorz Kosok       | 02.03.1986     | 206         | Resovia                |
| 5                      | Paweł Zagumny        | 18.10.1977     | 200         | ZAKSA Kędzierzyn-Koźle |
| 6                      | Bartosz Kurek        | 29.08.1988     | 205         | Dinamo Moskwa          |
| 7                      | Jakub Jarosz         | 10.02.1987     | 196         | Latina Volley          |
| 9                      | Zbigniew Bartman     | 04.05.1987     | 198         | Resovia                |
| 10                     | Łukasz Wiśniewski    | 03.02.1989     | 198         | ZAKSA Kędzierzyn-Koźle |
| 13                     | Michał Kubiak        | 23.02.1988     | 192         | Jastrzębski Węgiel     |
| 14                     | Michał Ruciak        | 22.08.1983     | 190         | ZAKSA Kędzierzyn-Koźle |
| 15                     | Łukasz Żygadło       | 02.08.1979     | 200         | Fakieł Nowy Urengoj    |
| 16                     | Krzysztof Ignaczak   | 15.05.1978     | 188         | Resovia                |
| 17                     | Paweł Zatorski       | 21.06.1990     | 184         | Skra Bełchatów         |
| 18                     | Marcin Możdżonek (K) | 09.02.1985     | 211         | ZAKSA Kędzierzyn-Koźle |
| 25                     | Dawid Konarski       | 31.08.1989     | 198         | Transfer Bydgoszcz     |
| Trener Andrea Anastasi |                      |                |             |                        |

Drużyna mistrzów świata – Polska 2014
| Numer                  | Zawodnik             | Data urodzenia       | Wzrost [cm] | Klub                   |
| ---------------------- | -------------------- | -------------------- | ----------- | ---------------------- |
| 1                      | Piotr Nowakowski     | 18 grudnia 1987      | 205         | Resovia                |
| 2                      | Michał Winiarski (K) | 28 września 1983     | 200         | Skra Bełchatów         |
| 3                      | Dawid Konarski       | 31 sierpnia 1989     | 198         | Resovia                |
| 5                      | Paweł Zagumny        | 18 października 1977 | 200         | ZAKSA Kędzierzyn-Koźle |
| 7                      | Karol Kłos           | 8 sierpnia 1989      | 201         | Skra Bełchatów         |
| 8                      | Andrzej Wrona        | 27 grudnia 1988      | 205         | Skra Bełchatów         |
| 10                     | Mariusz Wlazły       | 4 sierpnia 1983      | 194         | Skra Bełchatów         |
| 11                     | Fabian Drzyzga       | 3 stycznia 1990      | 196         | Resovia                |
| 13                     | Michał Kubiak        | 23 lutego 1988       | 191         | Halkbank Ankara        |
| 16                     | Krzysztof Ignaczak   | 15 maja 1978         | 188         | Resovia                |
| 17                     | Paweł Zatorski       | 21 czerwca 1990      | 184         | ZAKSA Kędzierzyn-Koźle |
| 18                     | Marcin Możdżonek     | 9 lutego 1985        | 211         | ZAKSA Kędzierzyn-Koźle |
| 20                     | Mateusz Mika         | 21 stycznia 1991     | 206         | Trefl Gdańsk           |
| 21                     | Rafał Buszek         | 28 kwietnia 1987     | 194         | Resovia                |
| Trener Stéphane Antiga |                      |                      |             |                        |

Drużyna mistrzów świata – Bułgaria, Włochy 2018
| Numer               | Zawodnik          | Data urodzenia      | Wzrost [cm] | Klub                   |
| ------------------- | ----------------- | ------------------- | ----------- | ---------------------- |
| 1                   | Piotr Nowakowski  | 18 grudnia 1987     | 205         | Trefl Gdańsk           |
| 3                   | Dawid Konarski    | 31 sierpnia 1989    | 198         | Jastrzębski Węgiel     |
| 6                   | Bartosz Kurek     | 29 sierpnia 1988    | 205         | Stocznia Szczecin      |
| 7                   | Artur Szalpuk     | 20 marca 1995       | 200         | Skra Bełchatów         |
| 8                   | Damian Schulz     | 26 lutego 1990      | 208         | Asseco Resovia Rzeszów |
| 10                  | Damian Wojtaszek  | 7 września 1988     | 180         | Onico Warszawa         |
| 11                  | Fabian Drzyzga    | 3 stycznia 1990     | 196         | Lokomotiw Nowosybirsk  |
| 12                  | Grzegorz Łomacz   | 1 października 1987 | 187         | Skra Bełchatów         |
| 13                  | Michał Kubiak (K) | 23 lutego 1988      | 191         | Panasonic Panthers     |
| 14                  | Aleksander Śliwka | 24 maja 1995        | 196         | ZAKSA Kędzierzyn-Koźle |
| 15                  | Jakub Kochanowski | 17 lipca 1997       | 199         | Skra Bełchatów         |
| 17                  | Paweł Zatorski    | 21 czerwca 1990     | 184         | ZAKSA Kędzierzyn-Koźle |
| 18                  | Bartosz Kwolek    | 17 lipca 1997       | 193         | Onico Warszawa         |
| 20                  | Mateusz Bieniek   | 5 kwietnia 1994     | 210         | ZAKSA Kędzierzyn-Koźle |
| Trener Vital Heynen |                   |                     |             |                        |

Drużyna zwycięzców Ligi Narodów 2023 – Gdańsk 2023
| Numer               | Zawodnik          | Data urodzenia      | Wzrost [cm] | Klub                               |
| ------------------- | ----------------- | ------------------- | ----------- | ---------------------------------- |
| 3                   | Jakub Popiwczak   | 17 kwietnia 1996    | 180         | Jastrzębski Węgiel                 |
| 5                   | Łukasz Kaczmarek  | 29 czerwca 1994     | 204         | Grupa Azoty ZAKSA Kędzierzyn-Koźle |
| 6                   | Bartosz Kurek (K) | 29 sierpnia 1988    | 205         | Wolf Dogs Nagoya                   |
| 9                   | Wilfredo León     | 31 lipca 1993       | 202         | Sir Safety Perugia                 |
| 10                  | Bartosz Bednorz   | 25 lipca 1994       | 201         | Grupa Azoty ZAKSA Kędzierzyn-Koźle |
| 11                  | Aleksander Śliwka | 24 maja 1995        | 196         | Grupa Azoty ZAKSA Kędzierzyn-Koźle |
| 12                  | Grzegorz Łomacz   | 1 października 1987 | 187         | PGE GiEK Skra Bełchatów            |
| 15                  | Jakub Kochanowski | 17 lipca 1997       | 199         | Asseco Resovia Rzeszów             |
| 16                  | Kamil Semeniuk    | 16 lipca 1996       | 194         | Sir Safety Perugia                 |
| 17                  | Paweł Zatorski    | 21 czerwca 1990     | 184         | Asseco Resovia Rzeszów             |
| 19                  | Marcin Janusz     | 31 lipca 1994       | 196         | Grupa Azoty ZAKSA Kędzierzyn-Koźle |
| 20                  | Mateusz Bieniek   | 5 kwietnia 1994     | 210         | Aluron CMC Warta Zawiercie         |
| 21                  | Tomasz Fornal     | 31 sierpnia 1997    | 200         | Jastrzębski Węgiel                 |
| 99                  | Norbert Huber     | 14 sierpnia 1998    | 207         | Jastrzębski Węgiel                 |
| Trener Nikola Grbić |                   |                     |             |                                    |

## Kadra na Igrzyska Olimpijskie 2024
| Numer                          | Zawodnik          | Data urodzenia | Wzrost [cm] | Klub                       | Pozycja |
| ------------------------------ | ----------------- | -------------- | ----------- | -------------------------- | ------- |
| 5                              | Łukasz Kaczmarek  | 29.06.1994     | 204         | Jastrzębski Węgiel         | A       |
| 6                              | Bartosz Kurek     | 29.08.1988     | 205         | ZAKSA Kędzierzyn Koźle     | A       |
| 9                              | Wilfredo León     | 31.07.1993     | 201         | LUK Lublin                 | P       |
| 11                             | Aleksander Śliwka | 24.05.1995     | 196         | Suntory Sunbirds           | P       |
| 12                             | Grzegorz Łomacz   | 01.10.1987     | 187         | PGE Skra Bełchatów         | R       |
| 15                             | Jakub Kochanowski | 17.07.1997     | 199         | Projekt Warszawa           | Ś       |
| 16                             | Kamil Semeniuk    | 16.07.1996     | 194         | Sir Safety Perugia         | P       |
| 17                             | Paweł Zatorski    | 21.06.1990     | 184         | Asseco Resovia Rzeszów     | L       |
| 19                             | Marcin Janusz     | 31.07.1994     | 195         | ZAKSA Kędzierzyn-Koźle     | R       |
| 20                             | Mateusz Bieniek   | 05.04.1994     | 210         | Aluron CMC Warta Zawiercie | Ś       |
| 21                             | Tomasz Fornal     | 31.08.1997     | 200         | Jastrzębski Węgiel         | P       |
| 30                             | Bartłomiej Bołądź | 28.09.1994     | 204         | Projekt Warszawa           | A       |
| 99                             | Norbert Huber     | 14.08.1998     | 207         | Jastrzębski Węgiel         | Ś       |
| Trener: Nikola Grbić           |                   |                |             |                            |         |
| Trener asystent: Paweł Rusek   |                   |                |             |                            |         |
| Trener asystent: Adam Swaczyna |                   |                |             |                            |         |

## Galeria zdjęć

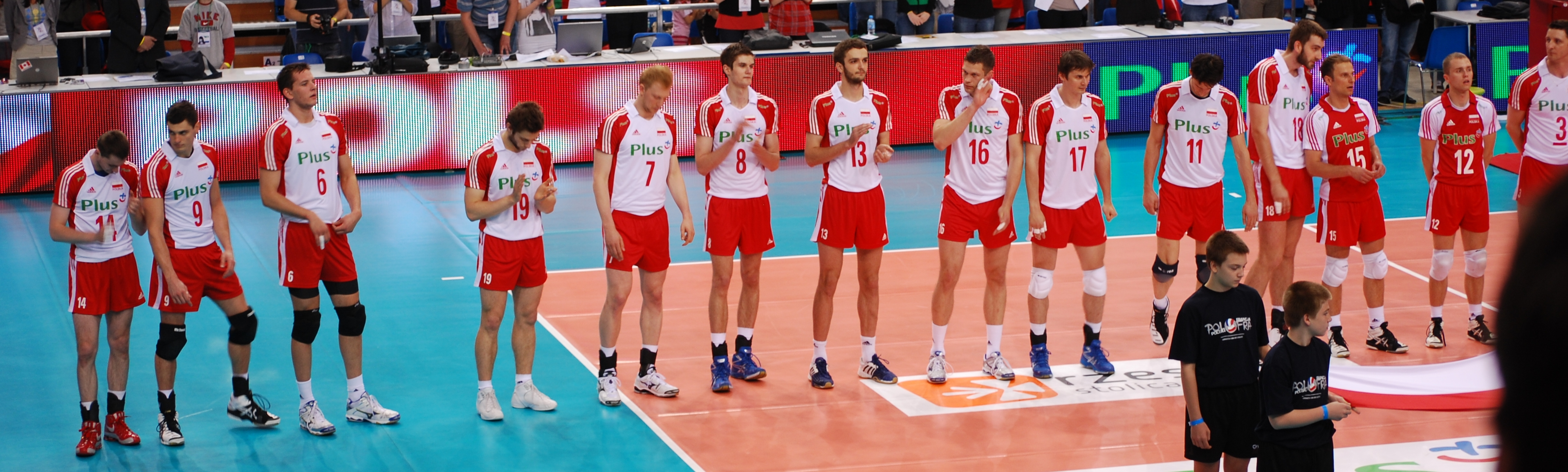
Reprezentacja Polski przed meczem towarzyskim z Francją
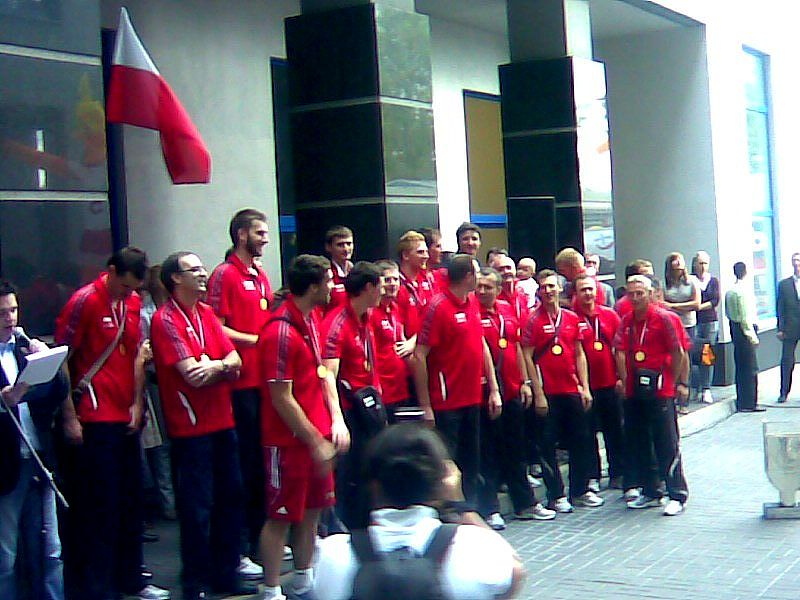
Zdobywcy złotego medalu Mistrzostw Europy 2009
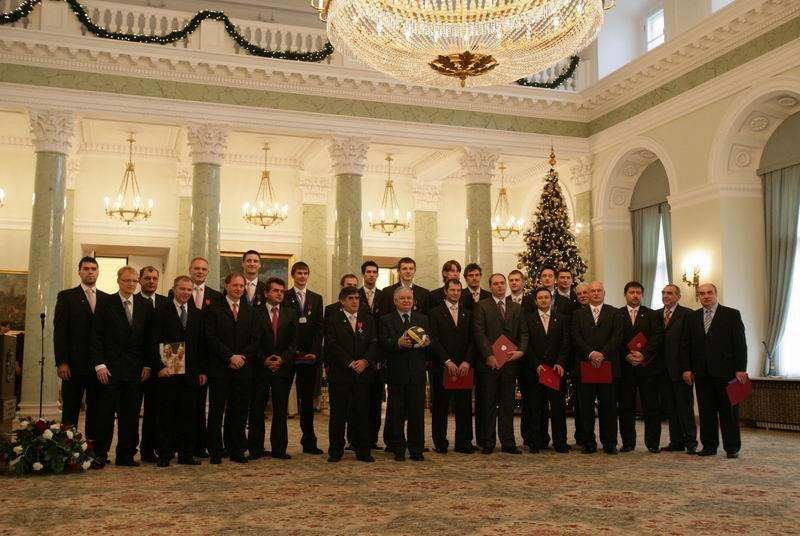
Reprezentacja siatkarzy w pałacu prezydenckim
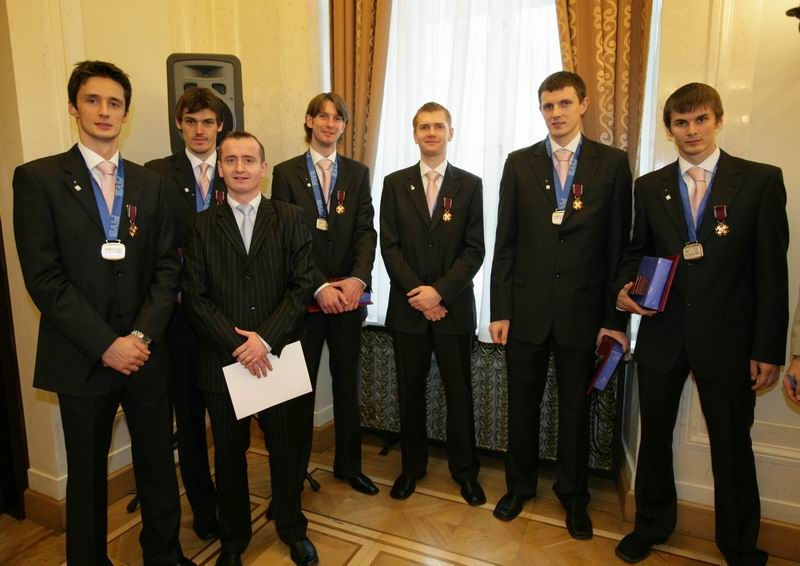
Siatkarze reprezentacji Polski u Prezydenta RP
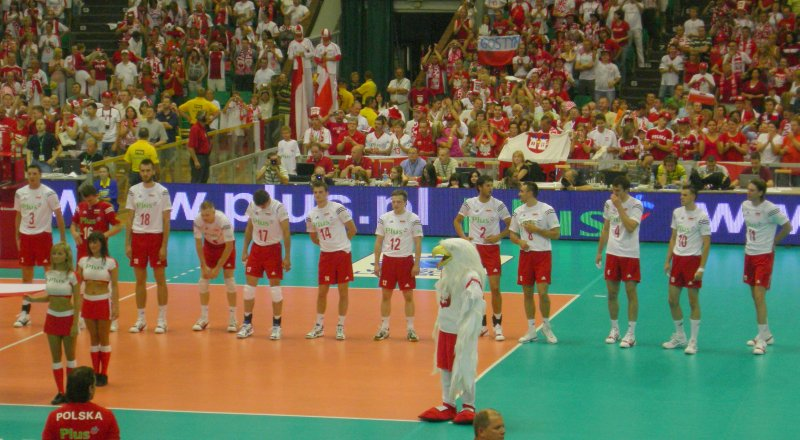
Siatkarze reprezentacji Polski przed meczem Ligi Światowej 2008
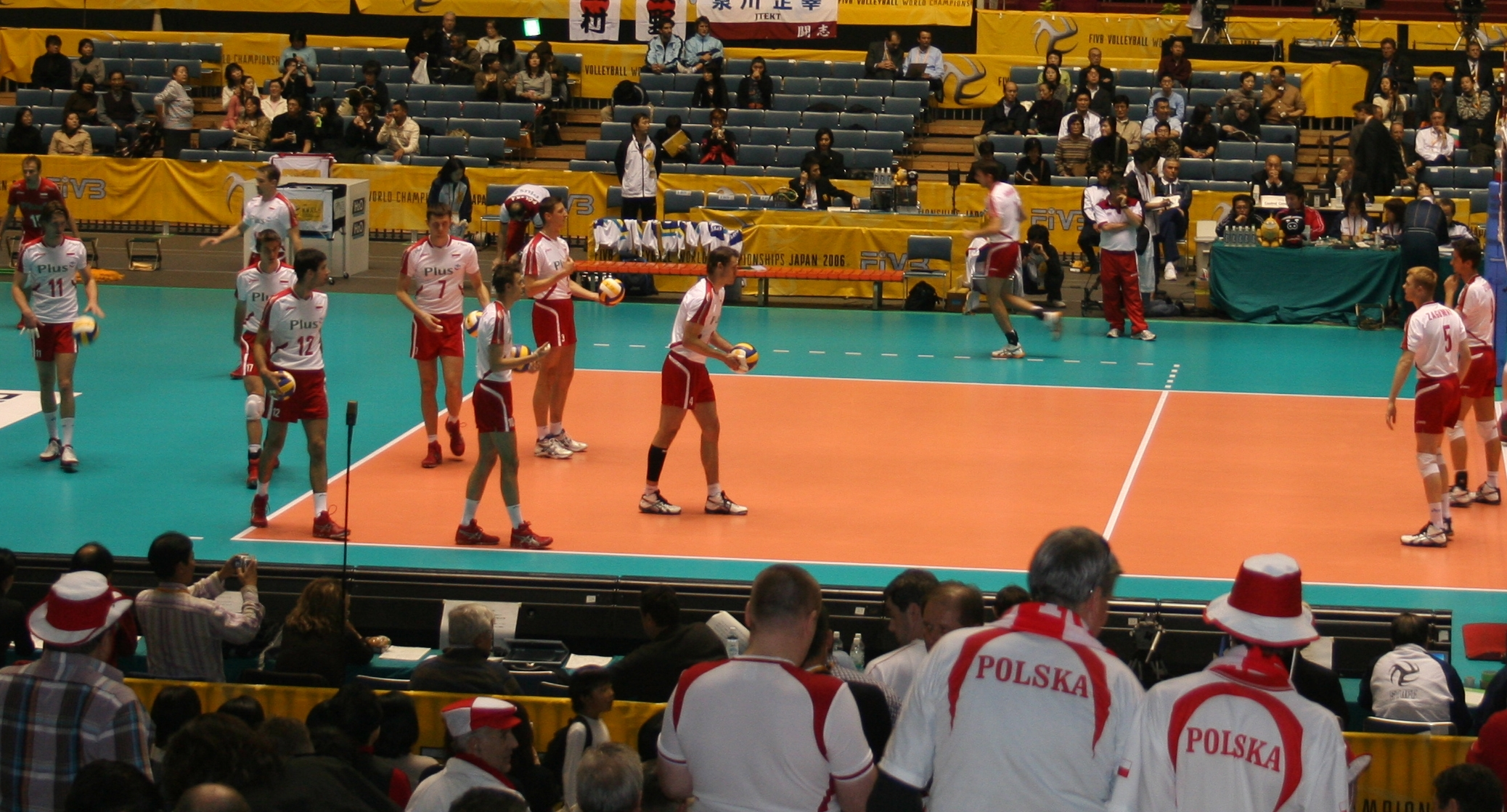
Reprezentacja Polski siatkarzy na MŚ 2006
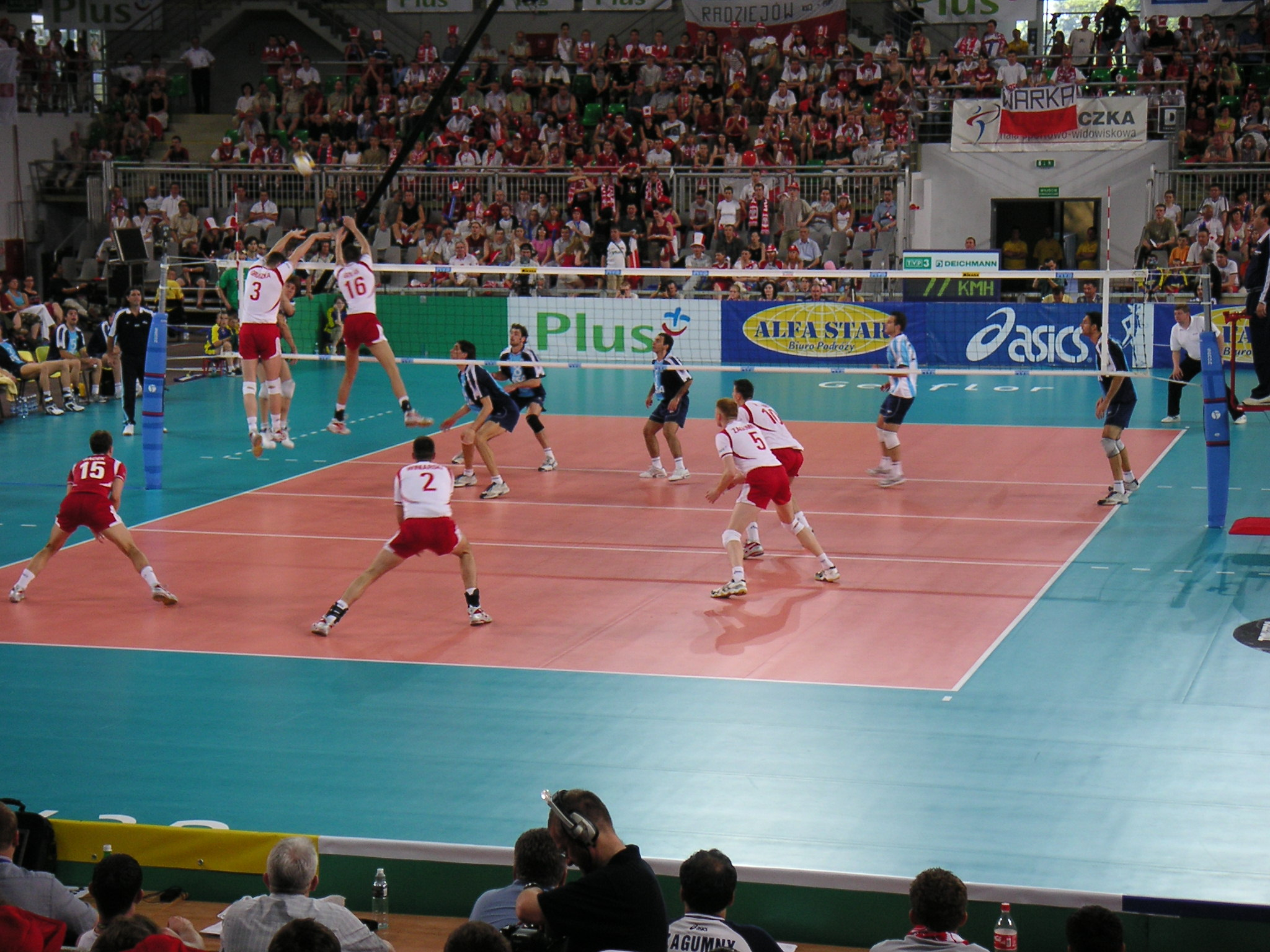
Liga Światowa w Piłce Siatkowej Mężczyzn 2005
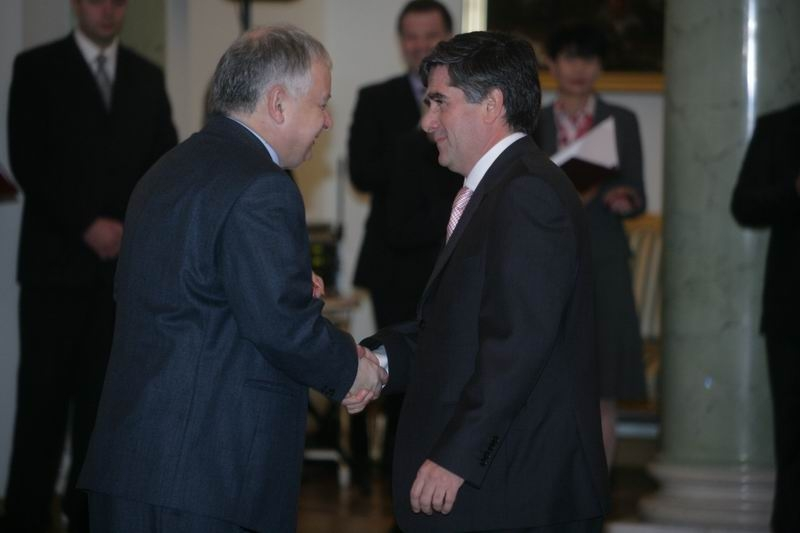
Trener reprezentacji Raúl Lozano u Prezydenta RP Lecha Kaczyńskiego